# Guangzhou City FC
Guangzhou City FC  (förenklad kinesiska: 广州富力; traditionell kinesiska:廣州富力; pinyin: Guǎngzhōu Fùlì), är en professionell kinesisk fotbollsklubb från Guangzhou, Guangdong. Klubben spelar för närvarande i Chinese Super League och spelar sina hemmamatcher på Yuexiushan Stadium, med en kapacitet på 18 000 åskådare.
Klubbens grundades under namnet Shenyang år 1986, klubben var då baserad i Shenyang och spelade på Shenyang Wuilihe Stadium fram tills 2007 då man bytte arena till Helong Stadium. Efter att man blivit nedgraderade säsongen 2010 togs klubben över av  MAZAMBA, ett amerikanskt företag, i februari 2011 flyttade man klubben till Shenzhen. I juni 2011 tog istället det kinesiska företaget Guangzhou R&F över klubben som flyttade klubben till nuvarande ort och döpte om klubben till nuvarande namn. 
Klubbens bästa placering är en tredjeplats i Chinese Super League säsongen 2014.

## Namnhistoria
- 1986-93: Shenyang (沈阳)
- 1994: Shenyang Liuyao (沈阳东北六药)
- 1995: Shenyang Huayang (沈阳华阳)
- 1996-01: Shenyang Haishi (沈阳海狮)
- 2001-06: Shenyang Ginde (沈阳金德)
- 2007-2010: Changsha Ginde (长沙金德)
- 2011：Shenzhen Phoenix (深圳凤凰)
- 2011-2020：Guangzhou R&F (广州富力)
- 2020-：Guangzhou City (广州城)